# Kira, Uganda
Kira là một thành phố Uganda. Thành phố Kira thuộc huyện Wakiso trong vùng Trung Uganda. Dân số ước tính năm 2011 là 179.800 người. Đây là thành phố lớn thứ nhì Uganda, sau thủ đô Kampala.
Kira giáp Gayaza về phía bắc, Mukono về phía đông, hồ Victoria về phía nam, Kampala về phía tây và khu tự quản Kasangati về phía tây bắc. Thành phố có cự ly khoảng 17 kilômét (11 mi) về phía đông bắc quận trung tâm của Kampala. Thành phố có diện tích 98,83 km2.